# Gran dodecicosidodecaedro ditrigonal
En geometría, el gran dodecicosidodecaedro ditrigonal (o gran icosidodecaedro dodequificado) es un poliedro uniforme estrellado, indexado como U42. Tiene 44 caras (20 triángulos, 12 pentágonos y 12 decagramas), 120 aristas y 60 vértices. Su figura de vértice es un trapecio isósceles.

## Poliedros relacionados
Comparte su disposición de vértices con el dodecaedro truncado; y también con el gran icosicosidodecaedro (que tiene en común las caras triangulares y pentagonales) y con el gran dodecicosaedro (que tiene en común las caras decagrámicas).
| Dodecaedro truncado | Gran icosicosidodecaedro | Gran dodecicosidodecaedro ditrigonal | Gran dodecicosaedro |